# Benjamin Raich
Benjamin Raich (født 28. februar 1978 i Arzl im Pitztal, Østrig) er en østrigsk skiløber, der i 2000'erne har tilhørt verdenseliten indenfor de alpine discipliner, hvor han har vundet blandt andet 2 OL- og 3 VM-guldmedaljer.

## Resultater
Raich står noteret for to OL-guldmedaljer, der begge blev vundet ved OL i Torino 2006 i henholdsvis slalom og storslalom. Han har desuden vundet tre VM-guldmedaljer samt hele 30 alpine World Cup-sejre.